# Sudden Strike (trò chơi điện tử)
Sudden Strike là trò chơi máy tính thuộc thể loại chiến thuật thời gian thực (RTT) lấy bối cảnh Thế chiến II và là phiên bản đầu tiên trong dòng game Sudden Strike. Trò chơi được phát triển bởi Fireglow Games có trụ sở tại Nga và được phát hành bởi CDV của Đức. Người chơi chọn một phe (ví dụ như Liên Xô, Đức, hoặc Đồng Minh) và giành quyền kiểm soát nhiều đơn vị khác nhau như bộ binh, xe tăng và pháo binh. Trò chơi tập trung chủ yếu vào phần chiến thuật, tránh việc thu thập tài nguyên và phát triển căn cứ của thể loại chiến lược thời gian thực (RTS) truyền thống.

## Lối chơi
Phần chơi chính bao gồm ba chiến dịch (Liên Xô, Đức, hoặc Đồng Minh). Các trận đánh đều được thể hiện dưới góc nhìn 2D với những hạn chế về tầm nhìn và sự ẩn nấp thực tế trên chiến trường.
Sudden Strike sử dụng cơ chế vật lý trong game chính xác với những ngôi nhà và công trình cản trở tầm nhìn của đơn vị, tầm ngắm và tầm bắn, trong khi các đám cây có thể che chở quân lính để giảm thiệt hại từ hỏa lực của pháo xe tăng. Trò chơi cho phép các đơn vị đóng quân trong một tòa nhà để đổi lấy một chỗ bắn mạnh hơn, đặc biệt có giá trị cho bộ binh chống tăng. Các đơn vị cũng có thể cầm cự, gọi yểm trợ, tung lính trinh sát ra dò la phía trước. Đánh giá thiệt hại cũng rất thực tế; xe tăng hoặc các loại phương tiện khác chịu thiệt hại quá lớn thì sẽ nằm im lìm như vậy trừ khi được sửa chữa ngay lập tức.

## Sudden Strike Forever
Sudden Strike Forever là một add-on chính thức của Sudden Strike giới thiệu nhiều đơn vị và trang bị có độ chính xác về mặt lịch sử, chẳng hạn như xe tăng nâng cấp T-34 của Liên Xô (phiên bản 1944). Các địa hình mới cũng được cung cấp: địa hình sa mạc dành cho nhiệm vụ của quân Anh ở Tobruk và Tripoli và địa hình tuyết cho nhiệm vụ của Liên Xô. Bản mở rộng này cũng giúp đánh bóng game engine, cân bằng thiệt hại của một số đơn vị, và thêm một công cụ tạo màn và kịch bản trong game.
Add-on bao gồm 4 màn chơi kịch bản liên kết với nhau cho mỗi chiến dịch của các phe Đức, Mỹ, Anh và Liên Xô. Các đơn vị khác được thêm vào add-on này gồm có, nhưng không giới hạn xe bọc thép chở quân Universal Carrier cho quân Anh; pháo BR-5, súng phóng lựu 160mm cho quân Liên Xô và hơn thế nữa. Hệ thống tiếp tế cũng đã được tinh chỉnh với đội ngũ pháo binh tự động tái tiếp tế chính mình bằng thùng đạn gần đó thay vì dựa vào xe tải tiếp tế để làm công việc này. Tuy nhiên, xe tải tiếp tế vẫn cần thiết để sửa chữa những thiệt hại gây ra cho các đơn vị pháo binh này.
Chiến dịch của Đức đưa người chơi vào trong khung cảnh mùa đông của vùng nội địa nước Nga với số lượng binh lính và trang bị giới hạn, do đó đành phải dựa vào việc sử dụng pháo binh đoạt được từ Liên Xô. Chiến dịch phe Anh đề cập đến việc bảo vệ một cảng biển vô danh từ các cuộc tấn công của quân Đức, trong khi chiến dịch phe Mỹ có thể diễn ra ở Pháp trong mùa thu như khung cảnh cho thấy trong game. Chiến dịch Liên Xô liên quan đến large một cuộc tấn công bằng các sư đoàn thiết giáp lớn tiến vào đất Nga và các cuộc xung kích vào các sân bay do Wehrmacht kiểm soát. Cũng giống như các chiến dịch ban đầu của bản gốc Sudden Strike, bảng tóm lược nhiệm vụ không giải thích rõ bối cảnh lịch sử của chiến dịch, do đó chỉ ra mệnh lệnh tiêu chuẩn cho người chơi ví dụ: xua tan những cuộc tấn công của kẻ thù hoặc chỉ đơn giản là chiếm lấy một sân bay được chỉ định ở phía đông và như vậy. Add-on cũng có thêm 5 màn chơi kịch bản mới dành cho cá nhân người chơi.

## Đón nhận
Như đã chỉ ra trong hình bìa mà trò chơi này được coi là "Trò chơi chiến thuật thời gian thực xuất sắc nhất của năm", và nhìn chung đều có những nhận xét tích cực. Sudden Strike có tới 69 Metascore dựa trên 16 lời phê bình và 8.2 điểm người dùng dựa theo 15 thứ hạng trên Metacritic. Sudden Strike Forever có tới 70 Metascore từ 5 lời phê bình và 8.8 điểm người dùng dựa theo 46 xếp hạng.